# Paulo Pereira Lira
Paulo Hortênsio Pereira Lira (Rio de Janeiro, 30 de janeiro de 1930) é um economista brasileiro. Filho de José Pereira Lira e de Beatriz de Almeida Pereira Lira. Diplomou-se em economia pela Faculdade Nacional de Ciências Econômicas da Universidade do Brasil, tendo feito pós-graduação na Universidade de Harvard (Estados Unidos).
Diretor-executivo adjunto do Fundo Monetário Internacional (FMI) pelo Brasil em Washington, entre 1966 e 1968, tornou-se diretor da área externa do Banco Central em 1968, desempenhando essa função até o início de 1974. A atuação de Lira no BC foi marcada, no plano político, pela estratégia de liberalização gradual e limitada do regime, inaugurada por Geisel e mantida por seu sucessor, o general João Batista Figueiredo, cujo tempo e direção o próprio governo tencionava fixar. No plano econômico foi o momento de instauração do II Plano Nacional de Desenvolvimento cujo objetivo era reestruturar a economia brasileira, mas que em seu início enfrentou a oposição de parcela do empresariado por considerá-lo fortemente estatizante.
Fez parte do Conselho Monetário Nacional.